# Чемпионат СССР по тяжёлой атлетике 1928
8-е лично-командное первенство СССР в программе Всесоюзной спартакиады проходило с 24 по 28 марта 1928 года, павильон бывшей сельскохозяйственной выставки на стадионе Московского городского совета профсоюзов (МГСПС) в Москве. В нём участвовали 82 атлета от 7 союзных республик в 7 весовых категориях. Программа состояла из пятиборья (жим, рывок одной рукой, рывок двумя руками, толчок одной рукой и толчок двумя руками).
В соревнованиях приняли участие зарубежные спортсмены из Австрии, Эстонии и Швейцарии. В категории до 62 кг Рихман Эдуард (Эстония) занял 2-е место с результатом 394,0 кг. В категории свыше 82,5 кг Лухайер Арнольд (Эстония) занял 1-е место с результатом 550,5 кг.

## Медалисты
| Категория     | Золото                                    | Золото   | Серебро                                  | Серебро  | Бронза                             | Бронза   |
| До 53 кг      | Гендрихсон Григорий «Металлист» Ленинград | 325,2 кг | Лапидус Наум «Динамо» Минск              | 322,7 кг | Шпанье Давид «Динамо» Одесса       | 320,2 кг |
| До 58 кг      | Петров Алексей Совторгслужащие Ленинград  | 377,7 кг | Сагал Лев «Коммунальник» Одесса          | 370,2 кг | Арон Михаил Клуб Ленина Киев       | 362,7 кг |
| До 62 кг      | Буйницкий Михаил «Динамо» Нижний Новгород | 424,5 кг | Васильев Михаил Красная Армия Ленинград  | 358,5 кг | Терехов Дмитрий «Динамо» Ленинград | 357,5 кг |
| До 67,5 кг    | Никитин Арсений Эстонский клуб Ленинград  | 439,5 кг | Ганиза Михаил «Динамо» Москва            | 427,0 кг | Голубев Николай «Динамо» Москва    | 417,0 кг |
| До 75 кг      | Поляков Дмитрий «Динамо» Москва           | 462,0 кг | Соколов Николай «Динамо» Нижний Новгород | 454,5 кг | Костава Георгий Кутаиси            | 429,5 кг |
| До 82,5 кг    | Спарре Ян «Динамо» Москва                 | 516,0 кг | Блох Бронислав «Динамо» Ленинград        | 476,0 кг | Зеленский Семён Клуб Ленина Киев   | 454,5 кг |
| Свыше 82,5 кг | Лисоправский Юзеф Клуб Ленина Киев        | 489,5 кг | Жеребцов Николай «Динамо» Казань         | 464,5 кг | Мач Арнольд «Динамо» Москва        | 458,5 кг |